# Infiniti
Infiniti (яп. インフィニティ) — японский автопроизводитель, принадлежащий японской компании Nissan Motor. Автомобили Infiniti официально продают в США, Канаде, Мексике, странах Ближнего Востока, Республике Корее и в Тайване, а с 2006 года в России, Казахстане и в Украине, после 2022 года вышла с рынка России. С момента основания Infiniti в 1989 году продано более двух миллионов автомобилей, большей частью в США.
Компания INFINITI Motor Company со штаб-квартирой в Иокогаме (Япония) осуществляет свою деятельность по всему миру, включая региональные офисы в Америке, Китае и INFINITI International Markets, базирующиеся в Дубае. Автомобили премиум-класса INFINITI собирают на производственных площадках в Японии, Северной Америке и Китае. Дизайн-студии бренда INFINITI расположены в Ацуги-Ши (недалеко от Иокогамы), Лондоне, Сан-Диего и Пекине.
Весь модельный ряд Infiniti создан на базе существующих моделей Nissan. В настоящее время большинство выпускаемых седанов, купе и кроссоверов построено на одной платформе — Nissan FM. Исключение составляют: внедорожник QX80, (созданный на платформе Nissan F-Alpha), хетчбэк Q30 и кроссовер QX30 (на платформе Mercedes-Benz A-класса третьего поколения), кроссовер QX60 (на платформе Nissan6).

## История бренда
Официально Infiniti стали продавать в США 8 ноября 1989 года, когда провели презентацию двух моделей в салонах 51 дилера. Однако проект Infiniti создавали ещё в 1985 году, когда с целью разработки нового бренда высококачественных престижных автомобилей в компании Nissan образовали сверхсекретную группу Horizon Task Force. 
 В то время ведущие позиции на автомобильном рынке США (крупнейшем на тот момент) были заняты европейскими и американскими производителями, поэтому в компании Nissan решили начать всё с чистого листа, создав новый люксовый бренд, поскольку за годы существования Nissan американцы привыкли к тому, что Nissan ассоциируется у потребителей с очень непритязательным, «простым» автомобилем. Название было отобрано с особой тщательностью: Infiniti — намёк на слово «Infinity», то есть «бесконечность», «безграничность» или даже «беспредельность». Бренд-символ Infiniti представляет собой овальную форму с вершиной треугольника внутри, обозначающей дорогу, исчезающую в бесконечности. Символизирует постоянное движение вперёд, стремление к инновациям и новым достижениям.
Интересна система присвоения имён моделям. До 2014 года цифры обозначали объём двигателя, а по букве можно было определить размер машины: так, например, буква I находится в английском алфавите ниже, чем буква G, и ею обозначали автомобиль более крупного размера. С 2014 года началось переименование моделей: префиксы поэтапно были заменены на Q для седанов, купе и кабриолетов и на QX для кроссоверов и внедорожников. Цифры же теперь означают не объём двигателя, а положение внутри модельного ряда.
Огромное значение имела концепция «Total Ownership Experience» (программа привилегированного обслуживания покупателей Infiniti). В первом десятилетии своего присутствия на рынке бренд Infiniti был лидером в автомобильной индустрии по степени удовлетворённости покупателей. Он заработал множество наград, в том числе трижды стал обладателем высших рейтингов по качеству обслуживания клиентов по данным JD Power and Associates’ Customer Service Index, CSI. Он также вошёл в тройку лучших по результатам основных независимых оценок качества продажи и услуг.
В первые годы существования Infiniti вся деятельность компании была сосредоточена в Соединённых Штатах и Канаде.
Впоследствии было принято решение, что Infiniti будет представлен в мировом масштабе и в первую очередь выйдет на Ближний Восток (1996 г.), Тайвань (1997 г.), в Южную Корею (2005 г.), Россию (2006 г.), Украину и в Китай (2007 г.). Россия стала первым европейским рынком, на котором официально представлен бренд Infiniti в 2006 году. В Европе продажа Infiniti стартовала осенью 2008 года. В настоящее время автомобили Infiniti продают в 35 странах.
В 2019 году компания запустила в России сервис по онлайн-продаже автомобилей.
В начале 2020 года компания спланировала полностью покинуть рынок Западной Европы и продолжить свою деятельность в Восточной Европе.

## Современный модельный ряд
- Infiniti Q30 — компактный хетчбэк;
- Infiniti Q50 — седан (аналог Nissan Skyline);
- Infiniti Q60 — купе и кабриолет;
- Infiniti Q70 — седан (аналог Nissan Fuga);
- Infiniti QX30 — внедорожная версия Infiniti Q30;
- Infiniti QX50 — компактный кроссовер (аналог Nissan Skyline Crossover);
- Infiniti QX60 — среднеразмерный / полноразмерный кроссовер, имеет очертания Nissan Pathfinder;
- Infiniti QX80 — внедорожник (аналог Nissan Patrol).

## Гибридные автомобили
В августе 2010 года в Японии представили первый гибридный автомобиль в модельном ряду компании — седан Infiniti M35h. Ранее производитель заявлял, что первым в линейке гибридом станет новая версия купе Infiniti G37. Продажу модели M35h в Японии запустили осенью 2010 года, в начале 2011 года автомобиль вывели на рынки США и Европы.

## Выпускались ранее
- Infiniti M30 — купе и кабриолет, аналог Nissan Leopard (1989-1994 гг.);
- Infiniti M45 — седан, аналог японской Nissan Gloria\Nissan Cedric (2003-2005 гг.);
- Infiniti G20 — седан, аналог Nissan Primera (1990-2002 гг.);
- Infiniti J30 — седан, аналог японской Nissan Maxima, Nissan Сefiro (1992-1997 гг.);
- Infiniti I (I30, 1996-2001 гг.; I35, 2002-2004 гг.) — седан, аналог Nissan Cefiro;
- Infiniti QX4 — вседорожник, аналог Nissan Pathfinder (1997-2003 гг.);
- Infiniti Q45 — укороченная версия Nissan President (1989-1996 гг.);
- Infiniti FX35/45 — первое поколение самого популярного автомобиля марки (2003-2008 гг.);
- Infiniti QX56 (до 2010 года) — полноразмерный внедорожник, аналог Nissan Armada;
- Infiniti QX70 — среднеразмерный кроссовер, наиболее продаваемая модель марки;
- Infiniti G25/35/37 — седан, купе, кабриолет (2002-2014 гг.).

## Продажа вСША
| Год  | Продажа |
| ---- | ------- |
| 2002 | 87.911  |
| 2003 | 118.655 |
| 2004 | 130.980 |
| 2005 | 136.401 |
| 2006 | 121.416 |
| 2007 | 127.038 |
| 2008 | 112.989 |
| 2009 | 81.089  |
| 2010 | 103.411 |
| 2011 | 98.461  |
| 2012 | 119.877 |

## Автоспорт
В 2011 году руководство Infiniti подписало спонсорский контракт с командой Формулы-1 Ред Булл Рейсинг, одновременно став техническим партнёром команды.
В конце 2015 года, после выкупа альянсом Renault-Nissan команды Lotus F1 Team, ставшей заводской командой Renault, Infiniti стала техническим партнёром команды, подписав 5-летний контракт.